# Avenue de l'Indépendance (Antananarivo)
L'avenue de l'Indépendance  (en malgache : araben ny Fahaleovantena), anciennement avenue Fallières, est une rue d'Analakely dans le 1er arrondissement d'Antananarivo  à  Madagascar.

## Description
L'avenue de l'Indépendance est une artère construite pendant la période coloniale avec ses immeubles à arcades et ses parterres fleuris ornés de lataniers blancs. Elle se trouve dans la ville basse.
Rénovée en 1990, elle relie la gare de Soarano au marché d'Analakely en longeant l'hôtel de ville.
On peut y côtoyer de nombreux commerçants ambulants: marchands de sambos, de cigarettes à l’unité, de produits contrefaits ou piratés.
Depuis l’avenue, on accède aux escaliers d’Analakely, qui montent à la ville haute et où l'on  croise aussi des vendeurs de rue. Au pied des escaliers, les pavillons d’Analakely sont les vestiges du Zoma (signifiant « vendredi » en malgache), l’immense marché à ciel ouvert qui se tenait jusqu’en 1997 le long de l’avenue, et dont le cinquième jour de la semaine était le point d’orgue. Le Zoma a été instauré sous le règne du roi Andrianampoinimerina, puis complété dans les années 1920 par ces pavillons en briques.

## Histoire
Au début du XXe siècle, Antananarivo correspond à la ville haute, l’actuelle ville basse est couverte de marais et de rizières. Les Français assèchent alors une vingtaine d’hectares de ces espaces pour créer le quartier d'Analakely.
Les travaux d'aménagement comprennent la construction de l’« Avenue Fallières », nommée plus tard « Avenue de la Libération », et de nos jours « Avenue de l’Indépendance », des grands escaliers Analakely et de nombreux bâtiments dont la gare de Soarano.

## Galerie

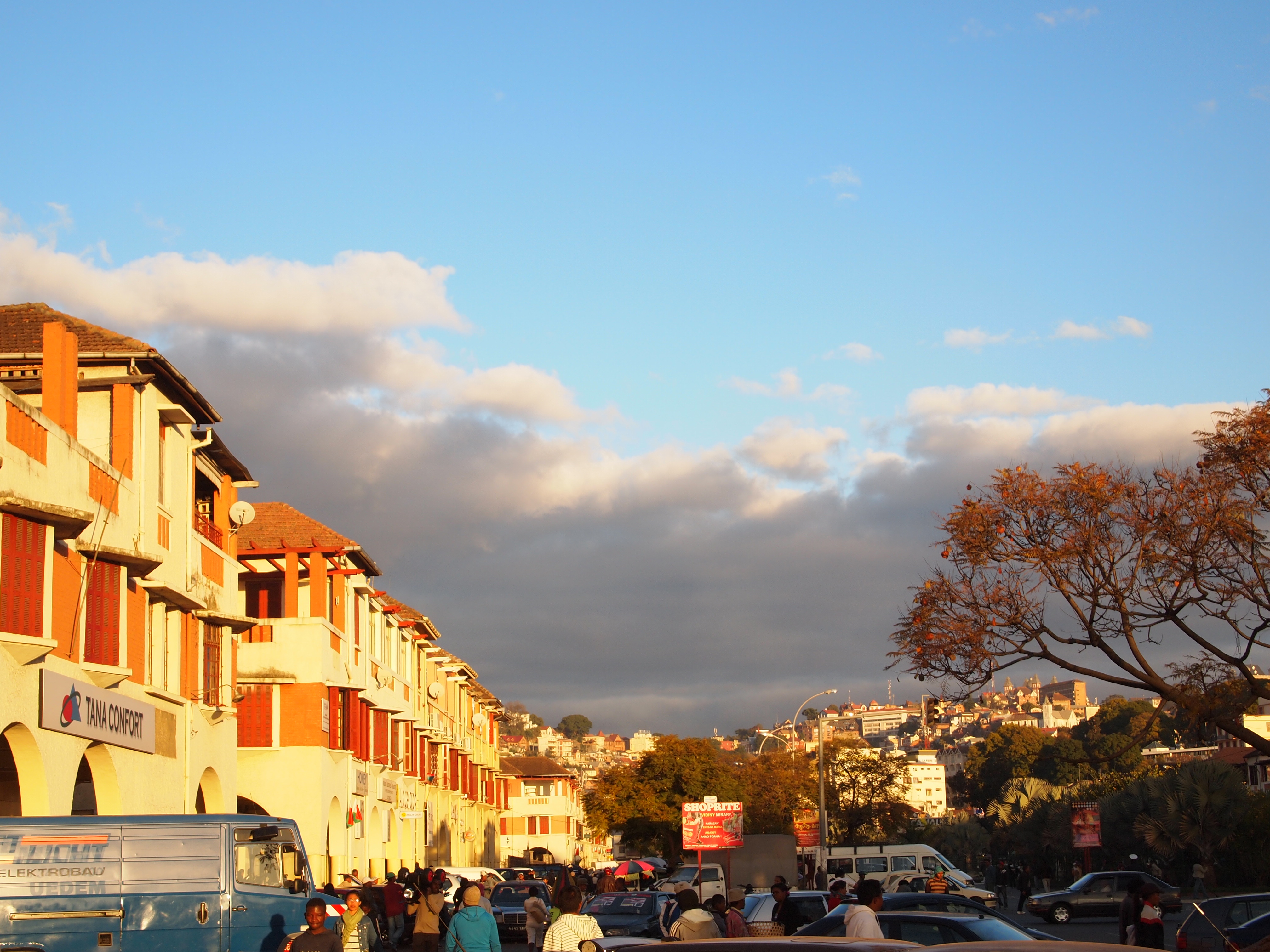
Avenue de l'Indépendance
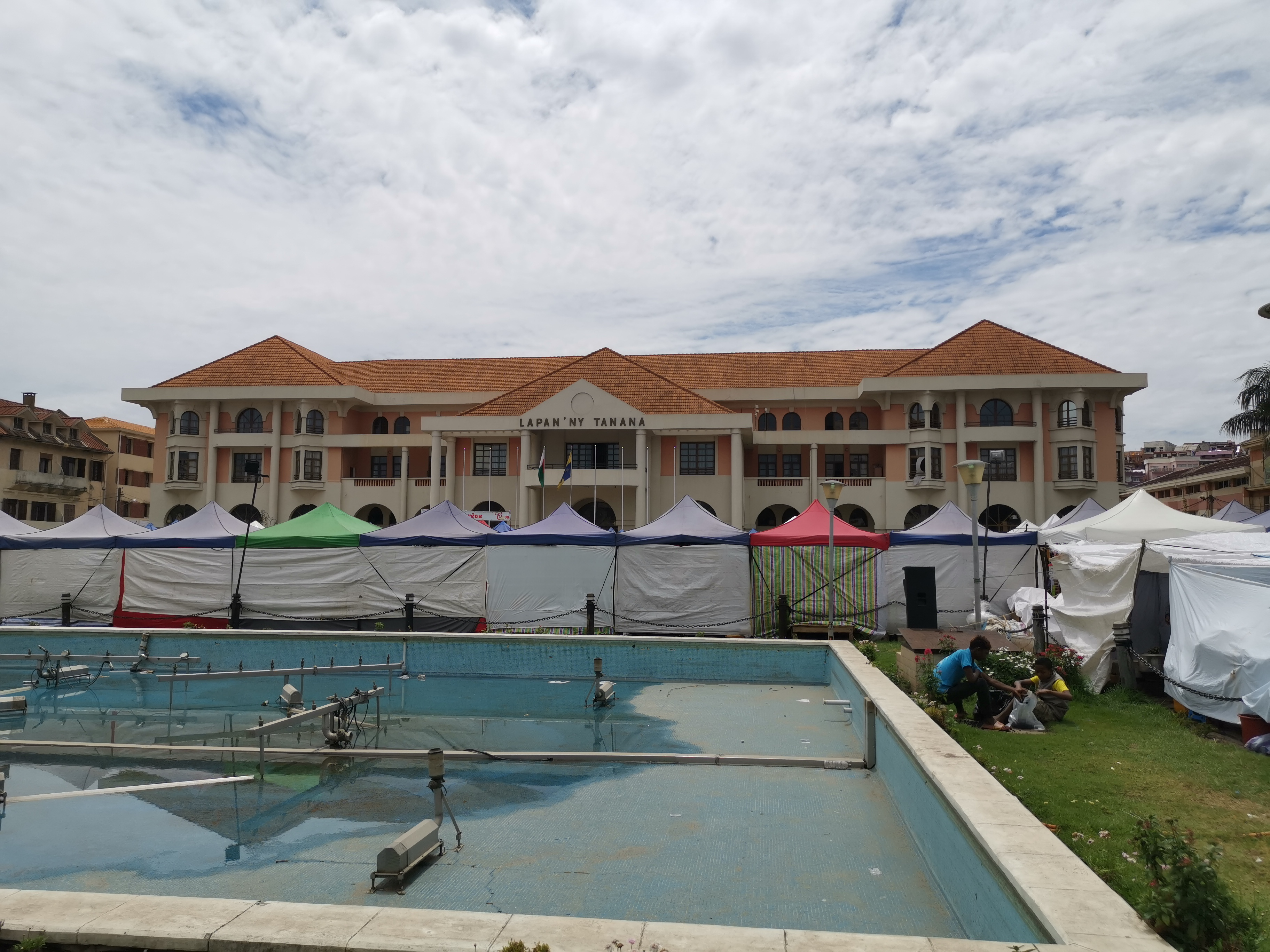
Hôtel de ville
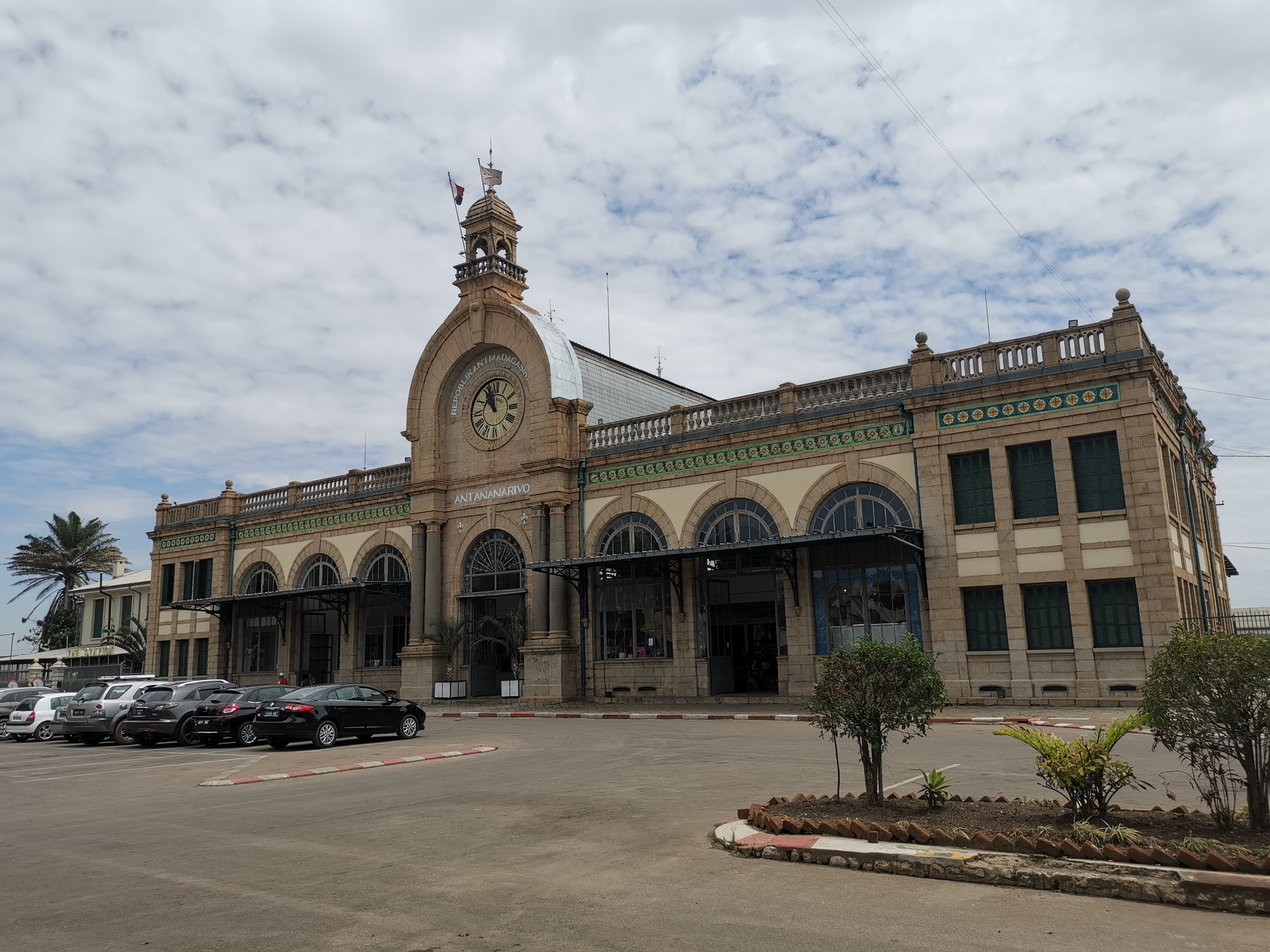
Gare de Soarano
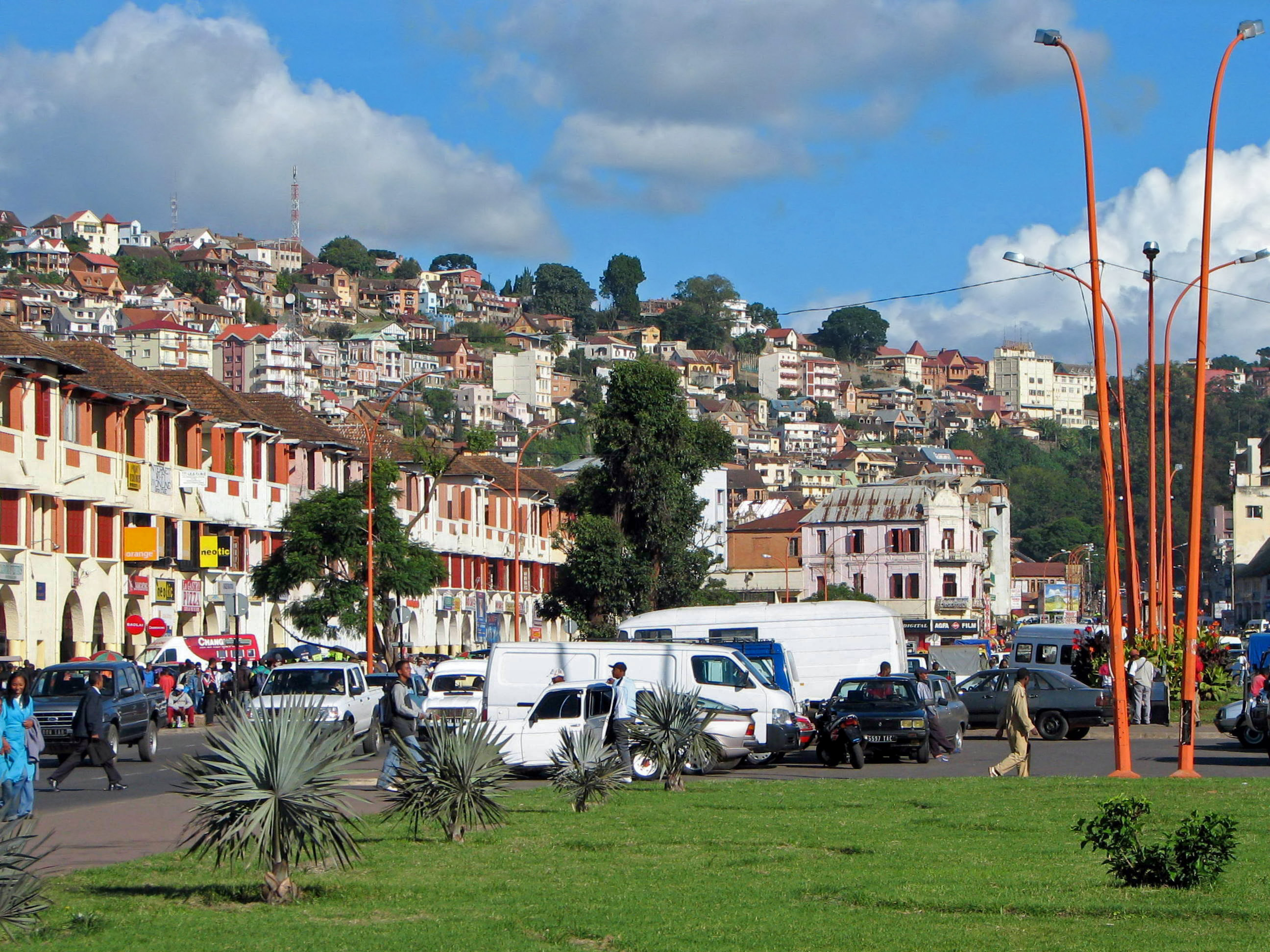
Avenue de l'Indépendance
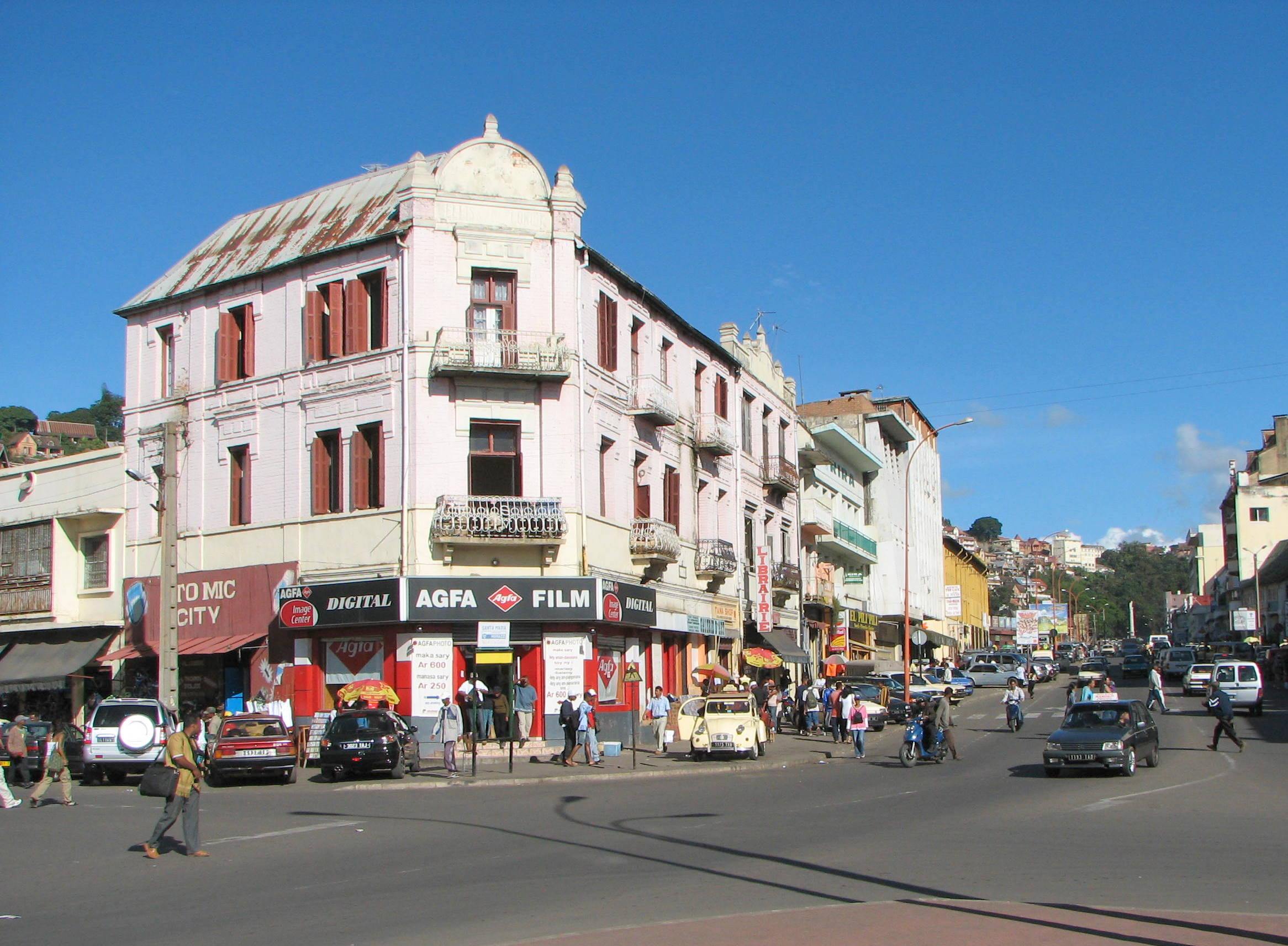
Avenue de l'Indépendance
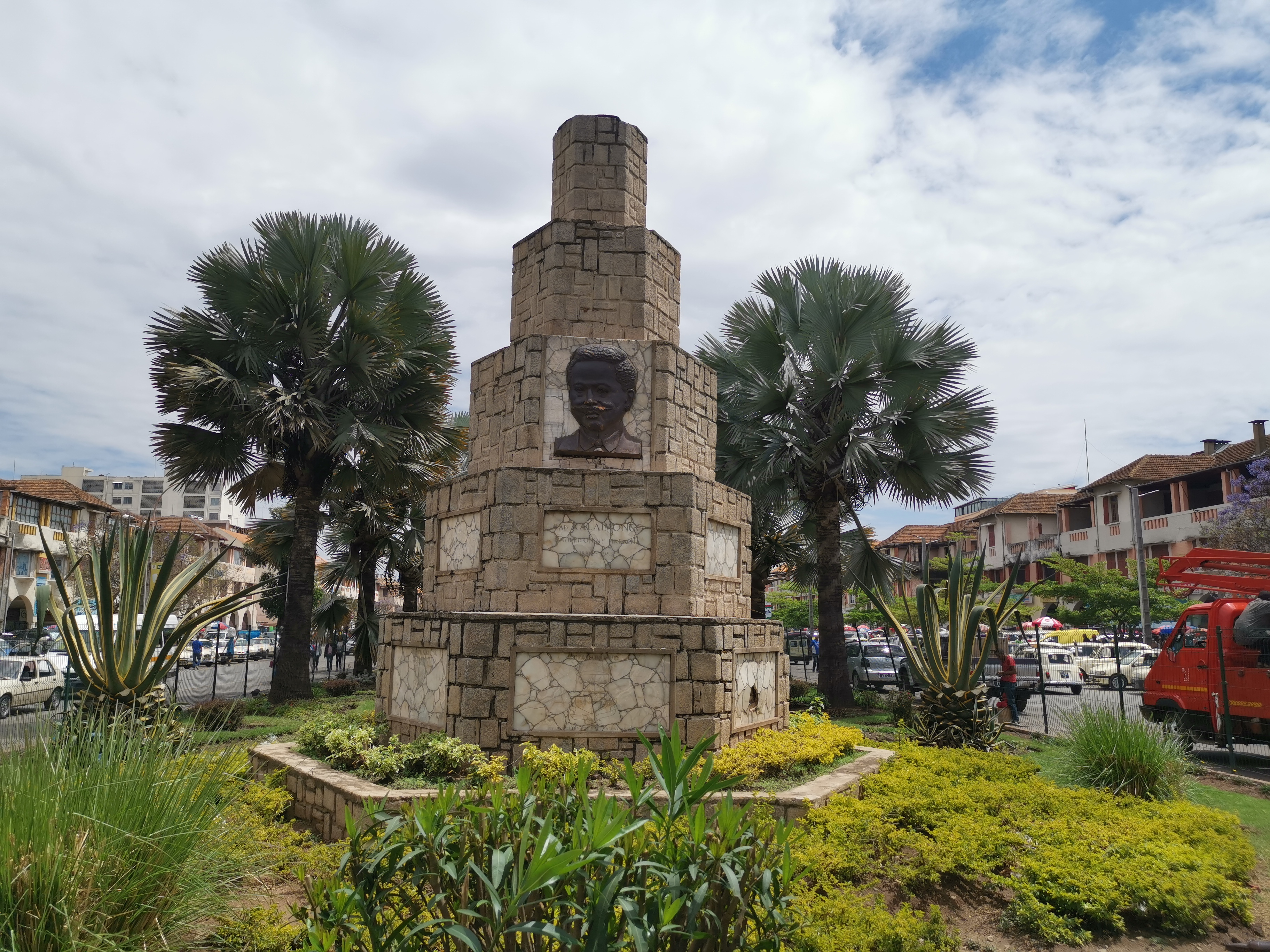
Mémorial à Jean Ralaimongo